# Syleus mysoreus
Syleus mysoreus is een hooiwagen uit de familie Sclerosomatidae.